# آلساندرو دی پرادو
آلساندرو دی پرادو (ایتالیایی: Alessandro Di Pardo؛ زادهٔ ۱۸ ژوئیهٔ ۱۹۹۹) بازیکن فوتبال اهل ایتالیا است.

## باشگاهی
از باشگاه‌هایی که در آن بازی کرده‌است می‌توان به باشگاه فوتبال زیر ۲۳ سال یوونتوس اشاره کرد.

## تیم ملی
وی همچنین در تیم‌های ملی فوتبال زیر ۱۸ سال ایتالیا، زیر ۱۹ سال ایتالیا و زیر ۲۰ سال ایتالیا بازی کرده‌است.